# هند در المپیک تابستانی ۲۰۲۴
کاروان المپیکی هند، یکی از کاروان‌های حاضر در بازی‌های المپیک تابستانی ۲۰۲۴ بود. این بازی‌ها از ۲۶ ژوئیه تا ۱۱ اوت ۲۰۲۴ (۵ تا ۲۱ امرداد ۱۴۰۳ خورشیدی) به میزبانی پاریس، پایتخت فرانسه برگزار شد.
نخستین حضور هندی‌ها به صورت رسمی در بازی‌های المپیک تابستانی به سال ۱۹۰۰ بازمی‌گردد. هندی‌هادر تمامی ادوار المپیک پس از ۱۹۲۰ را شرکت کرده‌اند که با این حساب، بیست و ششمین حضور خود را در ادوار این بازی‌ها احراز کردند.
هندی‌ها ۱۱۰ ورزشکار را به المپیک پاریس اعزام کردند تا در ۱۶ ورزش گوناگون به رقابت بپردازند. پرچمداران هندوستان در آیین گشایش این دوره، پی. وی. سیندو و شارات کمال بودند. در آیین پایانی نیز مانو بهاکر و پی. آر. سریجش پرچمداران هند بودند.
هند برای ایستادن در جایگاه هفتاد و یکم پاریس ۲۰۲۴، یک مدال نقره و پنج مدال برنز کسب کرد. این نتیجه، پس از ۲۰۲۰ توکیو و ۲۰۱۲ لندن، سومین نتیجه برتر به‌دست آمده برای آنها است. برای نخستین بار پس از استقلال هند، یک ورزشکار هندی توانست دو مدال در یک دوره از المپیک را کسب کند. مانو بهاکر با کسب دو مدال برنز در دو مادهٔ گوناگون رشته تیراندازی، به این مهم دست یافت. نیراج چوپرا در این دوره از مسابقات به مدال نقره بسنده کرد و نخستین ورزشکار در رشته‌های انفرادی هندی لقب گرفت که توانسته یک مدال طلا و یک مدال نقره کسب کند. امان سهراوات، کشتی‌گیر هندی که توانست مدال برنز را کسب کند، جوانترین ورزشکار هند است که در بازی‌های المپیک مدالی را کسب کرده است.

## پیش‌زمینه
اتحادیه المپیک هند، در سال ۱۹۲۷ توسط کمیته بین‌المللی المپیک رسمیت یافت. با این‌حال، آنها نخستین حضور در بازی‌های المپیک تابستانی را در بازی‌های المپیک تابستانی ۱۹۰۰ به میزبانی پاریس و دو دوره دیگر در سال‌های ۱۹۲۰ و ۱۹۲۴ تجربه کرده بود.
هندی‌ها در این دورهٔ بازی‌ها، ۱۱۷ ورزشکار را به مسابقات اعزام کردند که شامل ۱۱۰ ورزشکار اصلی و ۷ ورزشکار جایگزین بود. به پیوست آن، ۱۱۸ حمایت‌کننده و ۲۷ مقام رسمی نیز این کاروان را همراهی می‌کرد. به عنوان رئیس هیئت این کاروان، گاگان نارانگ و شیوا کشاوان نیز به عنوان معاون او برگزیده شد.
پی. وی. سیندو و شارات کمال، پرچمداران آیین گشایش این دوره از بازی‌ها بودند. تیرانداز مانو بهاکر که دو مدال را در این دوره مسابقات کسب کرده بود، و دروازبان تیم هاکی روی چمن هند، پی. آر. سریجش نیز پرچمداران آیین پایانی بازی‌ها بودند.

## خلاصه مدال‌ها

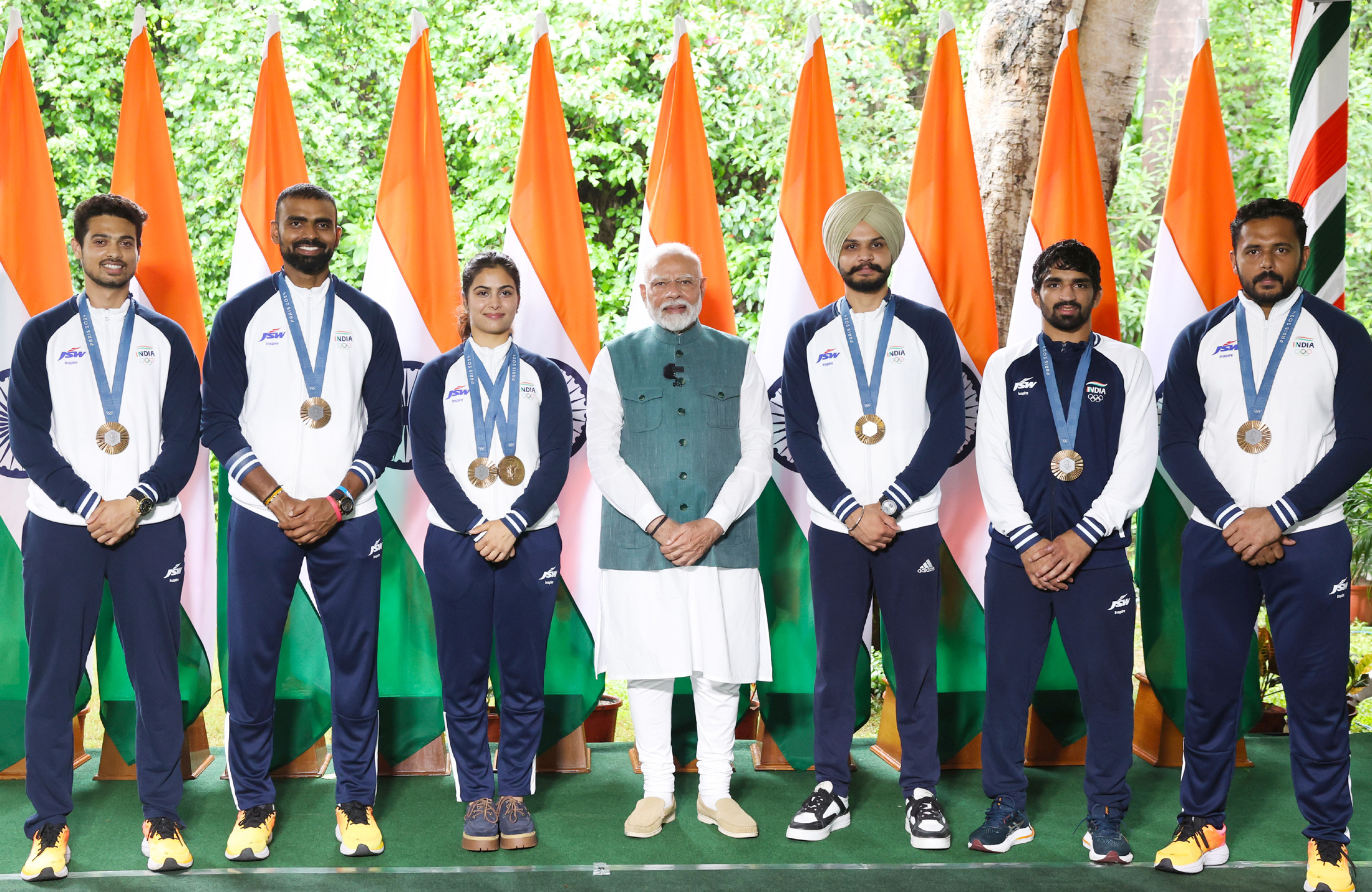
نارندرا مودی، نخست‌وزیر هند به‌همراه مدال آوران این دوره از بازی‌های المپیک. از چپ به راست: سواپنیل کوساله، پی. آر. سریجش، مانو بهاکر، مودی، سارابجوت سینگ، امان سهراوات و هارمانپریت سینگ.

هندی‌ها در این دوره، ۶ مدال کسب کردند که شامل ۱ نقره و ۵ برنز بود. ۳ مدال از این ۵ مدال، در تیراندازی بود. از نظر تعداد مدال، پس از دورهٔ پیش، این دوره در ردهٔ دوم قرار می‌گیرد. مانو بهاکر توانست نخستین مدال هند را در تپانچه بادی ۱۰ متر زنان کسب کند. او همچنین در بخش مختلط نیز او به همراه سارابجوت سینگ، توانست یک مدال دیگر کسب کند و نخستین زن هندی باشد که پس از استقلال، دو مدال را در یک دوره کسب کرده است. دیگر مدال هند در تیراندازی را سواپنیل کوساله در ماده سه موقعیت مردان کسب کرد. این مدال، هفتمین مدال تاریخ هند در تیراندازی در بازی‌های المپیک بود.
تیم ملی هاکی روی چمن هند در بخش مردان نیز پس از شکست در برابر اسپانیا، به مدال برنز دست یافت. این مدال، دومین مدال هندی‌ها در این بخش بود. نیراج چوپرا نیز توانست یک مدال نقره را در بخش پرتاب چکش مردان کسب کند. با توجه به مدال طلای کسب شده در المپیک ۲۰۲۰، او به پنجمین چندمدالهٔ هندی تبدیل شد، اگرچه نخستین ورزشکار هندی است که توانسته یک مدال طلا و یک نقره را در المپیک کسب کند. امان سهراوات در ۵۷ کیلوگرم آزاد مردان توانست یک مدال برنز کسب کند و با ۲۱ سال سن، به عنوان جوان‌ترین مدال‌آور هندی شناخته شود که یک مدال المپیکی کسب می‌کند.

## مدال‌آوران
| مدال   | ورزشکار                        | ورزش         | ماده                         | تاریخ    |
| ------ | ------------------------------ | ------------ | ---------------------------- | -------- |
| نقره   | نیراج چوپرا                    | دو و میدانی  | پرتاب نیزه مردانه            | ۸ اوت    |
| برنز   | مانو باکر                      | تیراندازی    | تپانچه بادی ۱۰ متر زنان      | ۲۸ ژوئیه |
| برنز   | مانو باکر سارابجوت سینگ        | تیراندازی    | تیم تپانچه بادی مختلط ۱۰ متر | ۳۰ ژوئیه |
| برنز   | سواپنیل کوساله                 | تیراندازی    | تفنگ ۵۰ متر مردان سه حالته   | ۱ اوت    |
| برنز   | تیم ملی هاکی روی چمن مردان هند | هاکی روی چمن | رقابت مردان                  | ۸ اوت    |
| Bronze | امان سهراوات                   | کشتی         | ۵۷ ک. گ آزاد مردان           | ۹ اوت    |

| نام       | رویداد    | 1 | 2 | 3 | کل |
| مانو باکر | تیراندازی | ۰ | ۰ | ۲ | ۲  |

| ورزش         | Gold | Silver | Bronze | کل |
| ------------ | ---- | ------ | ------ | -- |
| دو و میدانی  | ۰    | ۱      | ۰      | ۱  |
| تیراندازی    | ۰    | ۰      | ۳      | ۳  |
| هاکی روی چمن | ۰    | ۰      | ۱      | ۱  |
| کشتی         | ۰    | ۰      | ۱      | ۱  |
| کل           | ۰    | ۱      | ۵      | ۶  |

| روز | تاریخ     | Gold | Silver | Bronze | کل |
| --- | --------- | ---- | ------ | ------ | -- |
| ۱   | ۲۷ ژوئیه  | ۰    | ۰      | ۰      | ۰  |
| ۲   | ۲۸ ژوئیه  | ۰    | ۰      | ۱      | ۱  |
| ۳   | ۲۹ ژوئیه  | ۰    | ۰      | ۰      | ۰  |
| ۴   | ۳۰ ژوئیه  | ۰    | ۰      | ۱      | ۱  |
| ۵   | ۳۱ ژوئیه  | ۰    | ۰      | ۰      | ۰  |
| ۶   | ۱ اوت     | ۰    | ۰      | ۱      | ۱  |
| ۷   | ۲ اوت     | ۰    | ۰      | ۰      | ۰  |
| ۸   | ۳ اوت     | ۰    | ۰      | ۰      | ۰  |
| ۹   | ۴ اوت     | ۰    | ۰      | ۰      | ۰  |
| ۱۰  | ۵ اوت     | ۰    | ۰      | ۰      | ۰  |
| ۱۱  | ۶ اوت     | ۰    | ۰      | ۰      | ۰  |
| ۱۲  | ۷ اوت     | ۰    | ۰      | ۰      | ۰  |
| ۱۳  | ۸ اوت     | ۰    | ۱      | ۱      | ۲  |
| ۱۴  | ۹ اوت     | ۰    | ۰      | ۱      | ۱  |
|     | روی‌هم‌رفته | ۰    | ۱      | ۵      | ۶  |

| جنسیت     | Gold | Silver | Bronze | روی‌هم‌رفته |
| --------- | ---- | ------ | ------ | --------- |
| مردان     | ۰    | ۱      | ۳      | ۴         |
| زنان      | ۰    | ۰      | ۱      | ۱         |
| مختلط     | ۰    | ۰      | ۱      | ۱         |
| روی‌هم‌رفته | ۰    | ۱      | ۵      | ۶         |

## شرکت‌کنندگان
۱۱۰ ورزشکار هندی در ۱۶ رشته زیر به رقابت با دیگران پرداختند.